# Robin Hammond
Robin Hammond (Nieuw-Zeeland, 1975) is een zelfstandig fotograaf en journalist, bekend om zijn inzet voor humanitaire problemen.

## Levensloop
Hammond werd geboren in Nieuw-Zeeland. Hij heeft in heel wat landen gewoond (Japan, Verenigd Koninkrijk, Zuid-Afrika, Frankrijk) en heeft zijn fotowerk toegespitst op Afrika en zijn problemen. Hij maakte fotoreportages over de soms dramatische levensomstandigheden die hij ontmoet heeft, over mensenrechten of over aanslagen op onze planeet.

## Erkenning
Hammond ontving heel wat prijzen die de humanitaire waarde van zijn werk erkennen.
- In 2008 werd hij genomineerd voor de One World Award, vanwege zijn reportages over de exploitatie van kind-voetballers in West-Afrika.
- Hetzelfde jaar werd hij genomineerd op het festival 'Visa pour l'image' in Perpignan, voor de 'International Prize for Humanitarian photography' in verband met zijn werk over Zimbabwe.
- In 2009 won hij de Amnesty International Media Award voor humanitaire reportages, met zijn verhaal 'An Unforgivable Truth'.
- In 2010 won hij tweemaal de Amnesty International Media Award voor zijn fotoreportages 'Toxic Jeans' en 'Zimbabwe's Blood Diamonds'.
- In november 2011 ontving hij de prijs van de Stichting Carmignac voor zijn reportage onder de naam "Le nom de vos plaies sera silence", gewijd aan de humanitaire crisis in Zimbabwe.
- In 2013 ontving hij de W. Eugene Smith Memorial Fund Grant in Humanistic Photography voor zijn boek en fotoreeks Condemned — Mental Health in African Countries in Crisis, waarin hij de dramatische toestand beschrijft van de geestelijke gezondheidszorg in Afrikaanse landen.
- Voor ditzelfde won hij in 2014 de World Press Photo Award.
- Hij won, ook in 2014, de Photo of the Year World Understanding Award voor 'Condemned'. Het boek hierover was ook finalist in de categorie 'Best Photography Book', terwijl zijn portretten uit Lagos een 'Award of Excellence' kregen.
- In 2014 won hij ook de Dr. Guislain Award, 'Breaking the Chains of Stigma' voor zijn project 'Condemned', de fotoreeks waarmee hij het gebrek aan behandeling van geesteszieken in Afrika op een confronterende manier blootlegt.